# Neil Young (énekes)
Neil Percival Young (Toronto, 1945. november 12. – ) kétszeres Grammy-díjas kanadai–amerikai énekes, dalszerző és zenész.

## Élete
Scott Young és Edna Ragland gyermekeként született.
Karrierje kezdetén Winnipegben rockzenekarok tagja volt. Első zenekara a Squires volt az 1960-as évek elején. 1966-ban a Los Angeles-i Herd, 1967–1968 között pedig az abból alakult Buffalo Springfield együttes tagja. 1968-ban a Reprise kiadóhoz szerződött. 1969-től a Crosby, Stills & Nash (and Young) tagja.
1971 óta szólista. Crazy Horse kísérőzenekarával lép fel. Az 1980-as években újabb és újabb albumokkal jelentkezett.
Az 1990-es években is aktív volt. 1990-ben játszott Az élvhajhász című bűnügyi filmben Elizabeth Perkins és Tom Berenger oldalán. Mirror Ball (1995) című albuma, melyet a Pearl Jam zenekarral készített, nagy sikert aratott, amit az is bizonyít, hogy a Billboard lista 5. helyéig jutott. 1996 nyarán újból összehozta Crazy Horse nevű zenekarát és Broken Arrow (1996) címmel nagylemezt is megjelentetett.
Az ezredforduló azután egy várva várt zenei eseményt hozott, ismét összeállt a Crosby, Stills & Nash (and Young) négyes és 25 év kihagyás után végeláthatatlan amerikai turnéba kezdtek.
A Rolling Stone magazin minden idők 100 legjobb gitárosát felsoroló listáján a 17. helyre került Archiválva 2014. január 22-i dátummal a Wayback Machine-ben. 1995-ben szólistaként, 1997-ben a Buffalo Springfield tagjaként lett a Rock and Roll Hall of Fame tagja.

## Magánélete
1970-től 1975-ig Carrie Snodgress színésznő volt a párja, akitől egy fia, Zeke született. 1978-ban feleségül vette Pegi Mortont, akitől két gyermeke született, Ben és Amber Jean. Feleségétől 2014-ben elvált, jelenleg Daryl Hannah színésznő a párja, akivel 2018-ban házasodott össze.
2020 január 22-én megkapta az amerikai állampolgárságot is.

## Lemezei

### Buffalo Springfield
- Buffalo Springfield (1966)
- Buffalo Springfield Again (1967)
- Last Time Around (1968)
- The Best of...Retrospective (1969)
- Buffalo Springfield (Collecion) (1973)
- Buffalo Springfield (box set) (2001)

### Crosby, Stills & Nash (and Young)
- Déjá vu (1970)
- 4 Way Street (1971)
- So Far (1974)
- American Dream (1988)
- Looking Forward (1999)
- Déjá Vu live (2008)

### The Stills-Young Band
- Long May You Run (1976)

### Szólólemezei
| - Neil Young (1968) - Everybody Knows This is Nowhere (1969) - After the Gold Rush (1970) - Harvest (1972) - Time Fades Away (1973) - On the Beach (1974) - Tonight’’s the Night (1975) - Zuma (1975) - American Stars and Bars (1977) - Comes a Time (1978) - Rust Never Sleeps (1979) - Hawks and Doves (1980) - Re-ac-tor (1981) - Trans (1983) - Everybody’s Rockin’ (1983) - Old Ways (1985) - Landing on Water (1986) - Life (1987) - This Note for You (1988) - Eldorado (1989) - Freedom (1989) | - Ragged Glory (1989) - Harvest Moon (1992) - Sleeps with Angels (1994) - Mirror Ball (1995) - Broken Arrow (1996) - Silver & Gold (2000) - Are you passionate? (2002) - Greendale (2003) - Prairie Wind (2005) - Living with War (2006) - Living with War: In the Beginning (2006) - Chrome Dreams II. (2007) - Fork in the road (2009) - Le Noise (2010) - Amricana (2012) - Psychedelic Pill (2012) - Homegrown (2020) - Barn (2021) - Toast (2022) - World Record (2022) - Talkin to the Trees (2025) |

### Élő felvételek
- Live Rust (1979)
- Weld (1991)
- Arc (1991)
- Unplugged (1993)
- Year of the Horse (1997)
- Road Rock Vol.1 (2000)

### Válogatásalbumok
- Decade (1978)
- Lucky Thirteen (1993)
- Decade – The very bes of Neil Young (1966-1976)
- Greatest hits (2004)